# Darcy Robinson
Darcy Robinson (ur. 3 maja 1981 w Kamloops, zm. 27 września 2007 w Asiago) – kanadyjski hokeista.

## Kariera
- Kamloops Jardine Blazers (1996–1997)
- Saskatoon Blades (1997–2001)
- Red Deer Rebels (2001)
- Wilkes-Barre/Scranton Penguins (2001–2005)
  -  Wheeling Nailers (2001–2004)
- Asiago Hockey (2005–2007)

W 1999 zarekrutowany do NHL przez Pittsburgh Penguins. We Włoszech występował od 2005 roku. Uzyskał włoskie obywatelstwo. Zmarł w szpitalu po zasłabnięciu w trakcie ligowego spotkania z SV Ritten-Renon.

## Sukcesy
- Ed Chynoweth Cup 2001 z Red Deer Rebels
- Memorial Cup 2001 z Red Deer Rebels